# Markwart von Pentz (Generalkommissar)

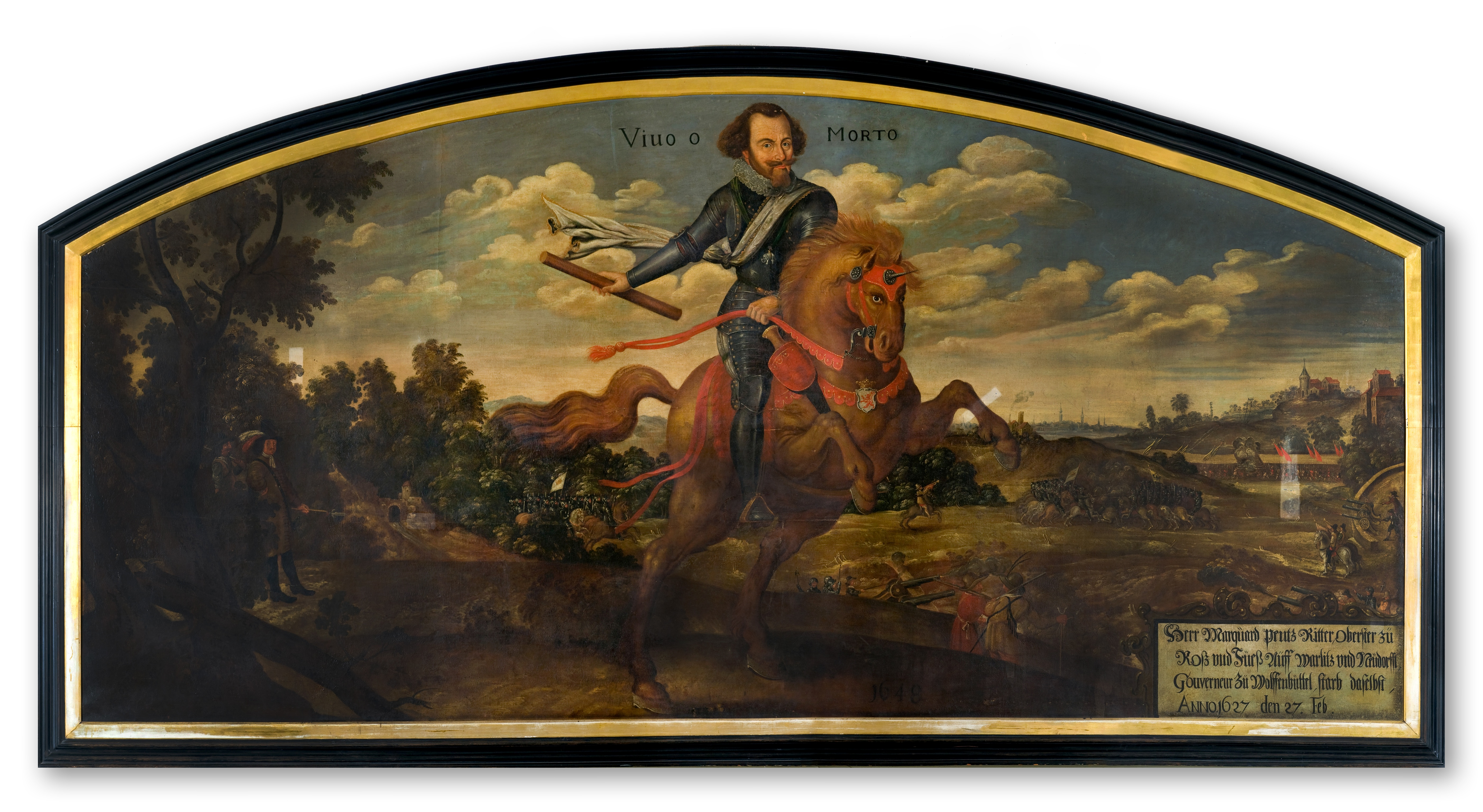
Ritter Markwart von Pentz, Gemälde (ca.4X2m) im Rathaus von Glückstadt; dort ist der 27. Februar 1627 als Todesdatum und als Sterbeort Wolfenbüttel („daselbst“) angegeben.

Markwart von Pentz, auch Marquard, (* 1570/1575 vermutlich auf Gut Warlitz; † 27. Februar 1627 in Wolfenbüttel) war ein Ritter des Elefanten-Ordens, Gouverneur von Wolfenbüttel, Befehlshaber der dänischen Reiterei und Generalkommissar für ganz Niedersachsen. Er zeichnete sich vor allem im Kalmarkrieg aus.

## Leben
Markwart von Pentz entstammte aus dem Haus Redefin-Warlitz der uradligen mecklenburgischen Familie von Pentz.
Markwart stand in dänischen Diensten und wurde von König Christian IV. von Dänemark als Reiterführer und Kommissar für ganz Niedersachsen eingesetzt. Insofern spielte er eine Schlüsselrolle im Niedersächsisch-Dänischen Krieg (1625–1629), als einer der Hauptauseinandersetzungen des Dreißigjährigen Krieges. Unterstützt von England und den Generalstaaten trat Christian IV. 1625 in seiner Eigenschaft als Oberster des Niedersächsischen Reichskreises in den Krieg ein. In der entscheidenden Schlacht bei Lutter am Barenberge am 27. August 1626 wurden die dänischen Truppen Christians IV. unter der Führung des Obersten Markwart von Pentz vom Feldherrn Tilly vernichtend geschlagen. Markwart wurde dabei schwer verletzt und erlag schließlich seinen Verletzungen am 27. Februar 1627 in Wolfenbüttel.

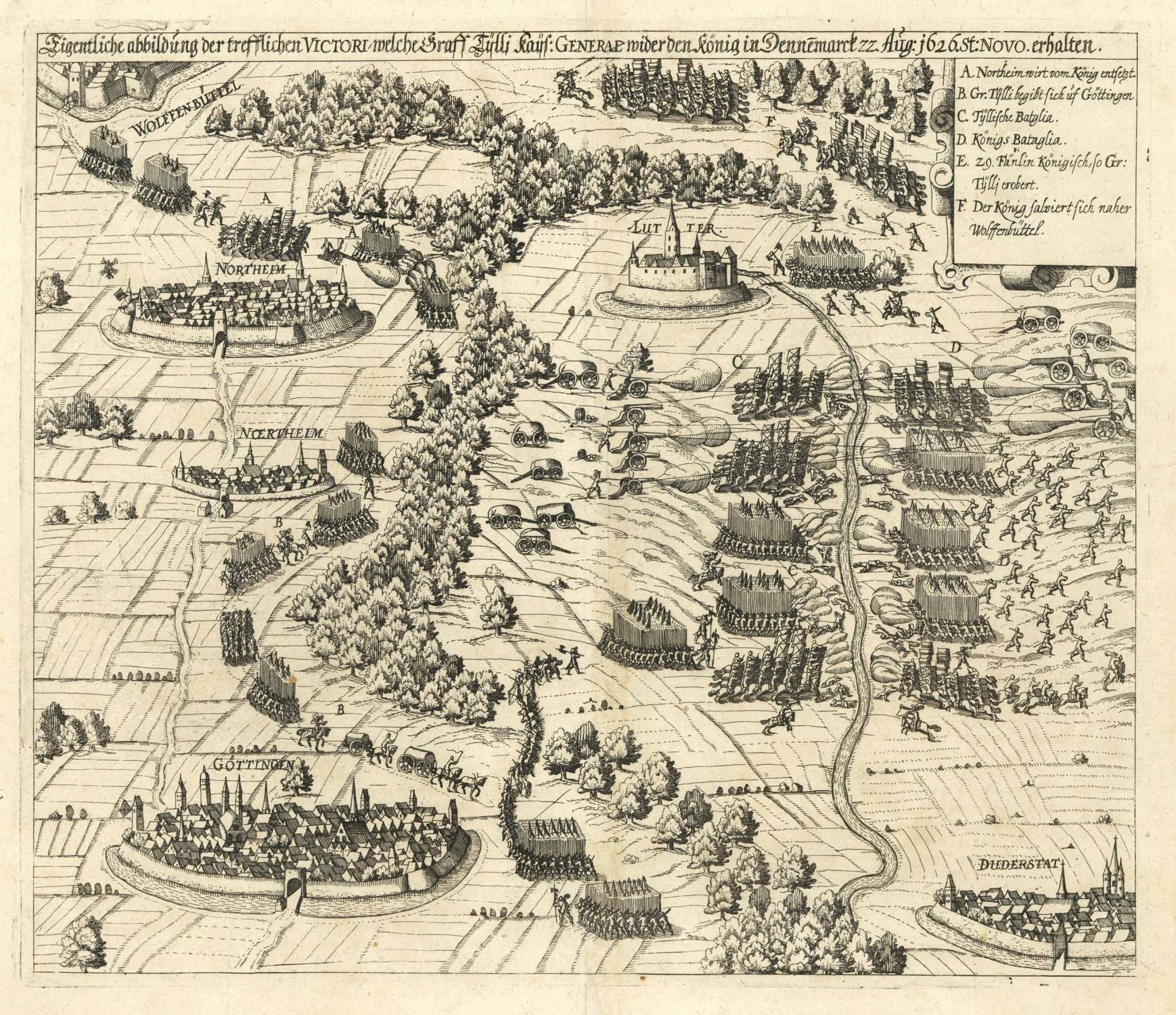
Darstellung der Schlacht bei Lutter am Barenberge am 27. August 1626

Markwart war verheiratet mit Anna Katharina von Thienen (Eltern: Claus von Thienen, auf Kühren bei Preetz und Trude, geb. von Rantzau) und besaß umfangreiche Besitzungen in der Jabel-Heide in Mecklenburg, die er durch Erwerbungen von Gößlow, Warlitz und Quast sowie des Gutes Neudorf in Holstein ergänzte. 1603 wurde Markwart von Pentz von König Christian IV. von Dänemark zum Amtmann von Segeberg und holsteinischen Landrat ernannt. Als solcher stiftete er 1612 gemeinsam mit seiner Frau die Kanzel im Stil der Spätrenaissance für die Marienkirche in Bad Segeberg. In der Marienkirche sind Markwart und seine Frau auch in einer Gruft begraben, die sich nicht mehr zugänglich linksseitig zwischen der Kanzel und dem Altarraum befindet. Auf der Rückseite der Kanzel befindet sich eine von Sohn Christian initiierte Gedenktafel sowie sein in der Schlacht von Lutter getragener Ritterhelm, seine Sporen und sein Kommandostab.

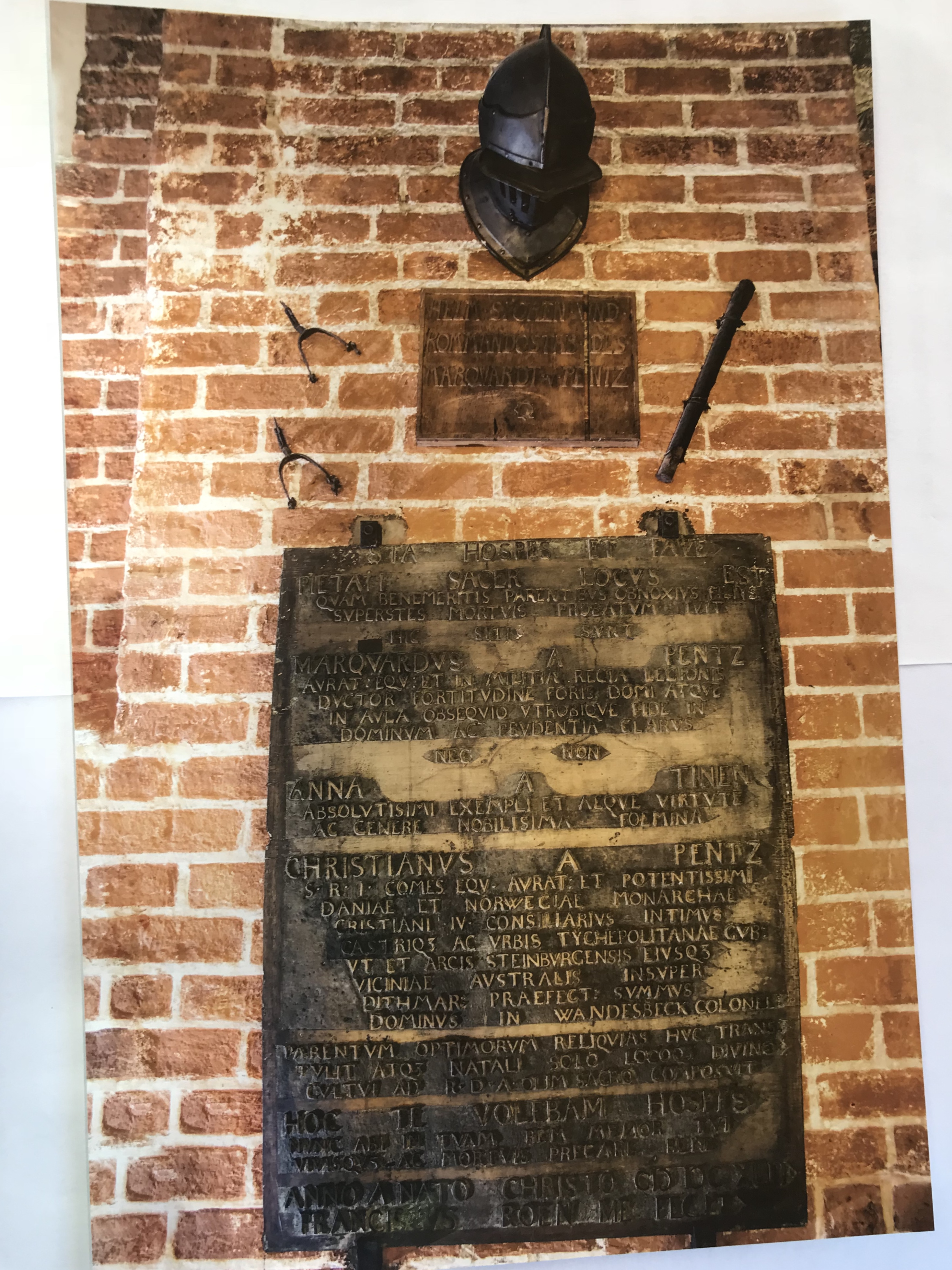
Helm, Sporen, Kommandostab und Gedenkplatte des Ritter Markwart in der Marienkirche zu Bad Segeberg

Die Übersetzung des in lateinischer Sprache verfassten Textes der Tafel lautet wie folgt:
Bleib stehen Fremder und schweig andächtig,

den Frommen ist der Ort heilig.

Den hochverdienten Eltern der ergebene Sohn,

den überragenden Toten trefflich.

Hier sind bestattet:

Marquard v. Pentz

Der goldglänzende Ritter,

sowohl im Kriegsdienst der königlichen Legion

tapferer Führer, auf den Märkten und zu Hause.

In der Halle huldige ich beiden,

dem Glauben an den Herren sowie der berühmten Klugheit.

Nicht weniger

Anna v. Tinen

das höchste Beispiel sowohl gleicher Tugend

als auch edelsten Geschlechts

Christian v. Pentz

S:R.I: Graf, Ritter, goldglänzend und des mächtigen

dänischen und norwegischen König

Christian IV. geheimer Rat,

Festung und Stadt Tychopolis (Glückstadt) Gouverneur

wie auch seiner Burg Steinburg

der südlichen Nachbarschaft zu Dithmarschen,

höchster Präfekt,

Herr in Wandsbeck, Oberst,

der besten Eltern Reliquien hat hierher überführt.

Die wollte ich Dir sagen Fremder.

Nun geh weg in Deinen Angelegenheiten,

von den Lebenden und Toten gutes zu künden,

im Jahre nach Christi Geburt 1643

Franciscus Röm hat mich gemacht
Markwart, hinterließ einen Sohn, den späteren Reichsgrafen Christian von Pentz, benannt nach dem dänischen König Christian IV., an dessen Hof er in jungen Jahren als Hofjuncker diente und mit dem er befreundet war. Sohn Christian war mit Sophie Elisabeth, geborene Prinzessin von Schleswig, Tochter des Königs Christian IV. aus seiner Ehe zur linken Hand Kirsten Munk verheiratet.

## Auszeichnungen
- Ritterorden Der gewappnete Arm, 1611 in Anerkennung seiner Verdienste in der Schlacht bei Kalmar.
- Elefanten-Orden, 2. November 1616 (46. Verleihung)[2]

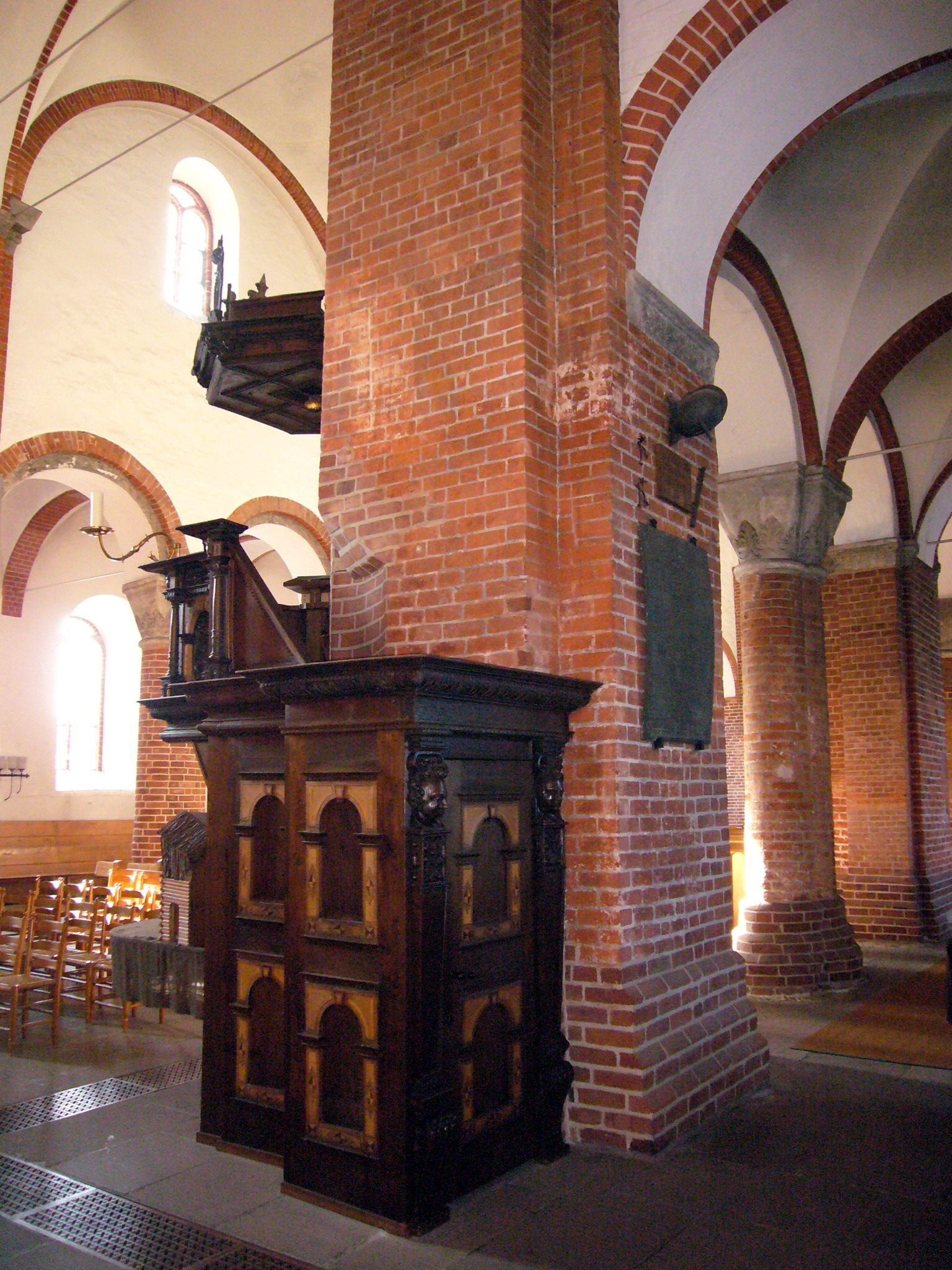
Rückansicht der Kanzel der Marienkirche (Bad Segeberg)
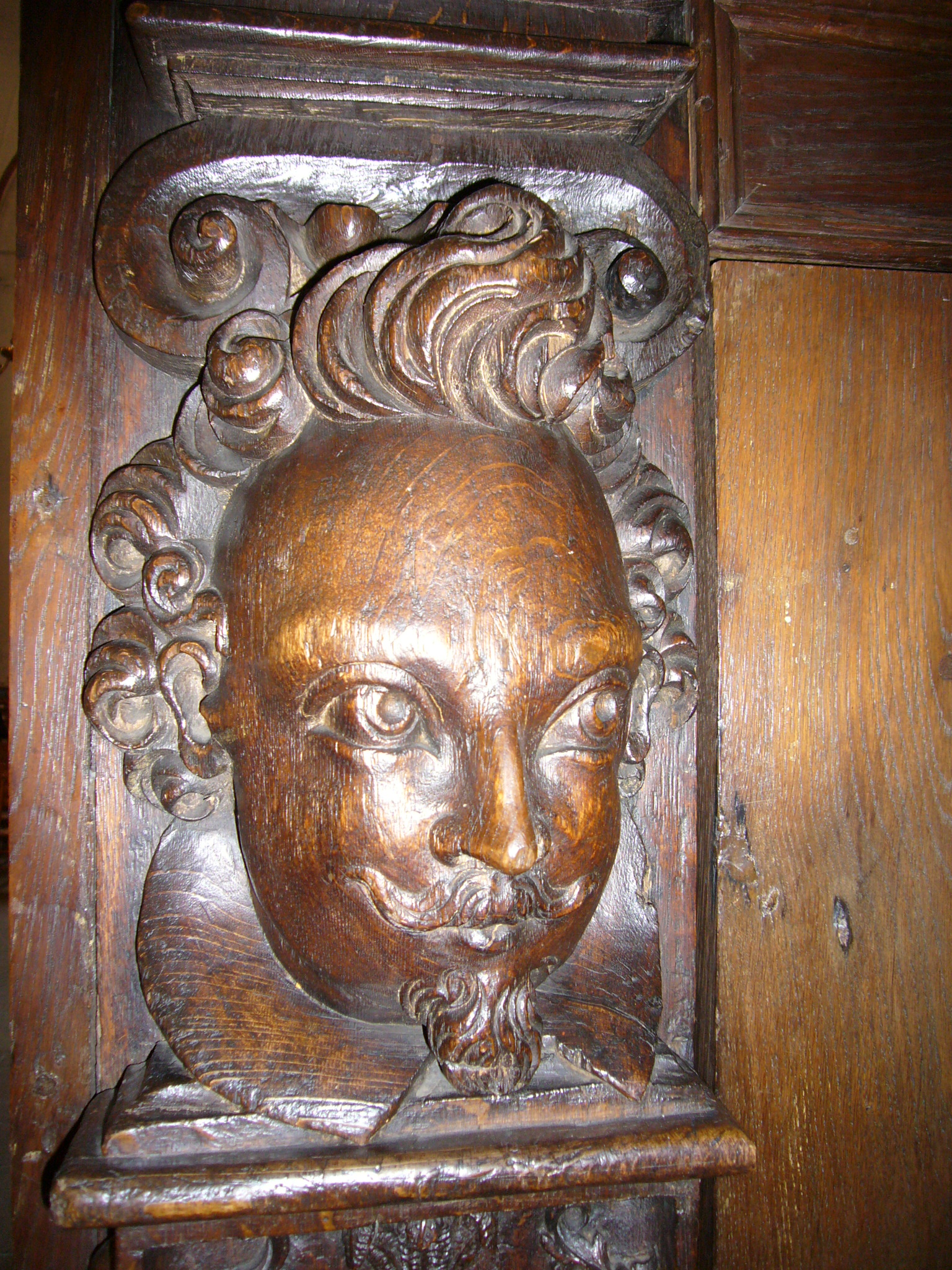
Bildnis Markwart von Pentz an der Kanzel
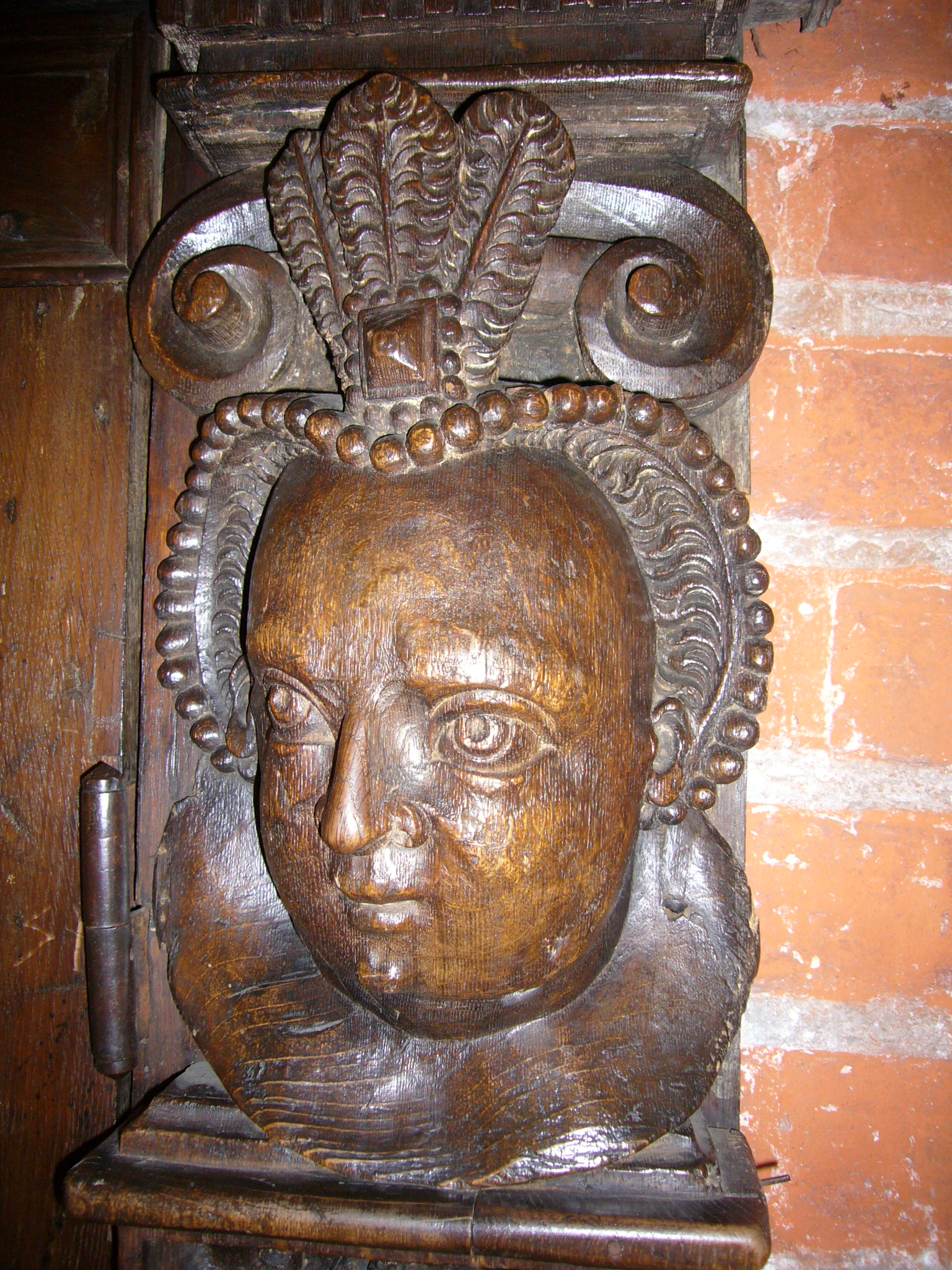
Bildnis Anna Katharina von Pentz, geb. v. Thienen an der Kanzel
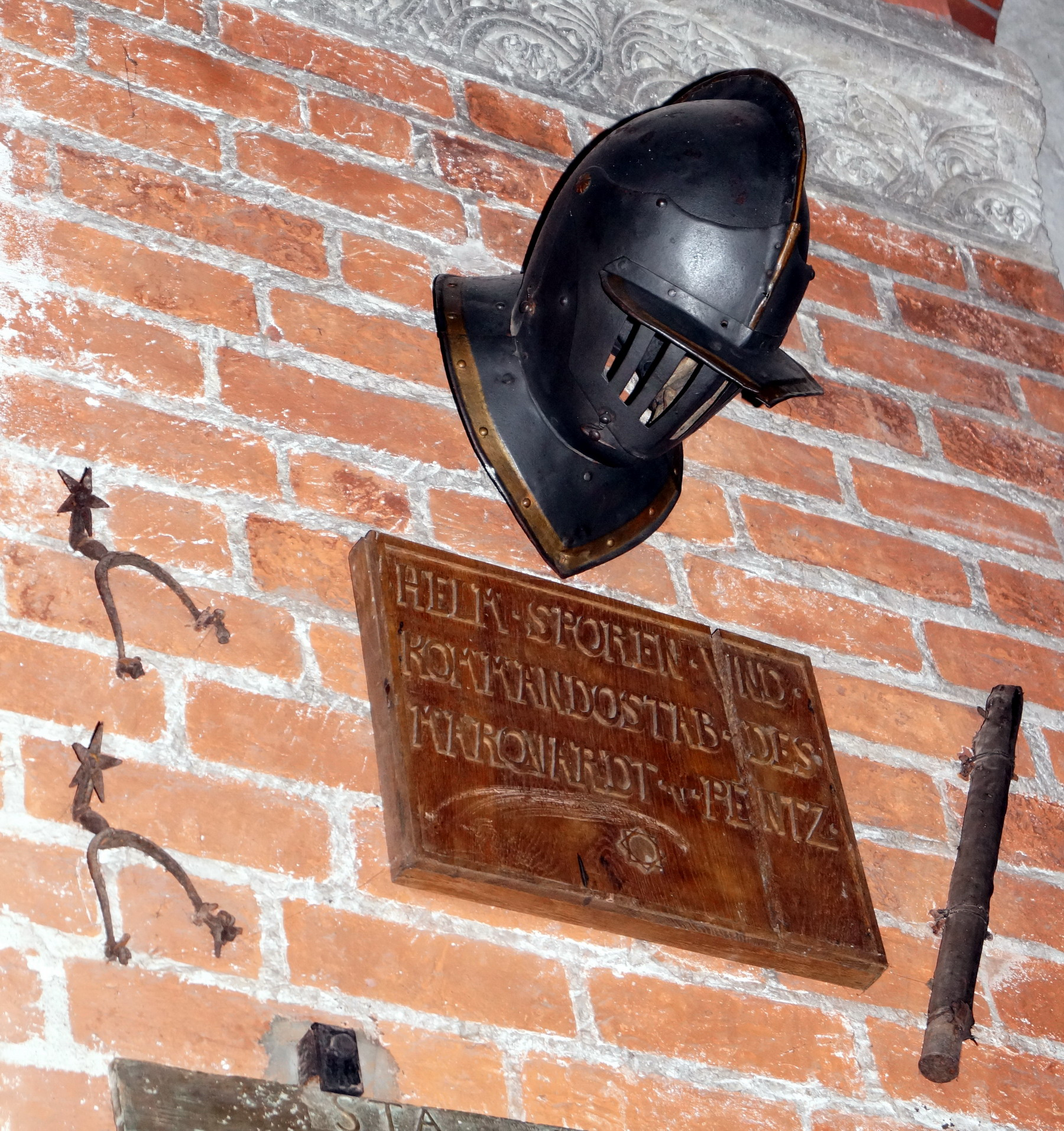
Helm, Sporen und Kommandostab des Ritters Markwart von Pentz
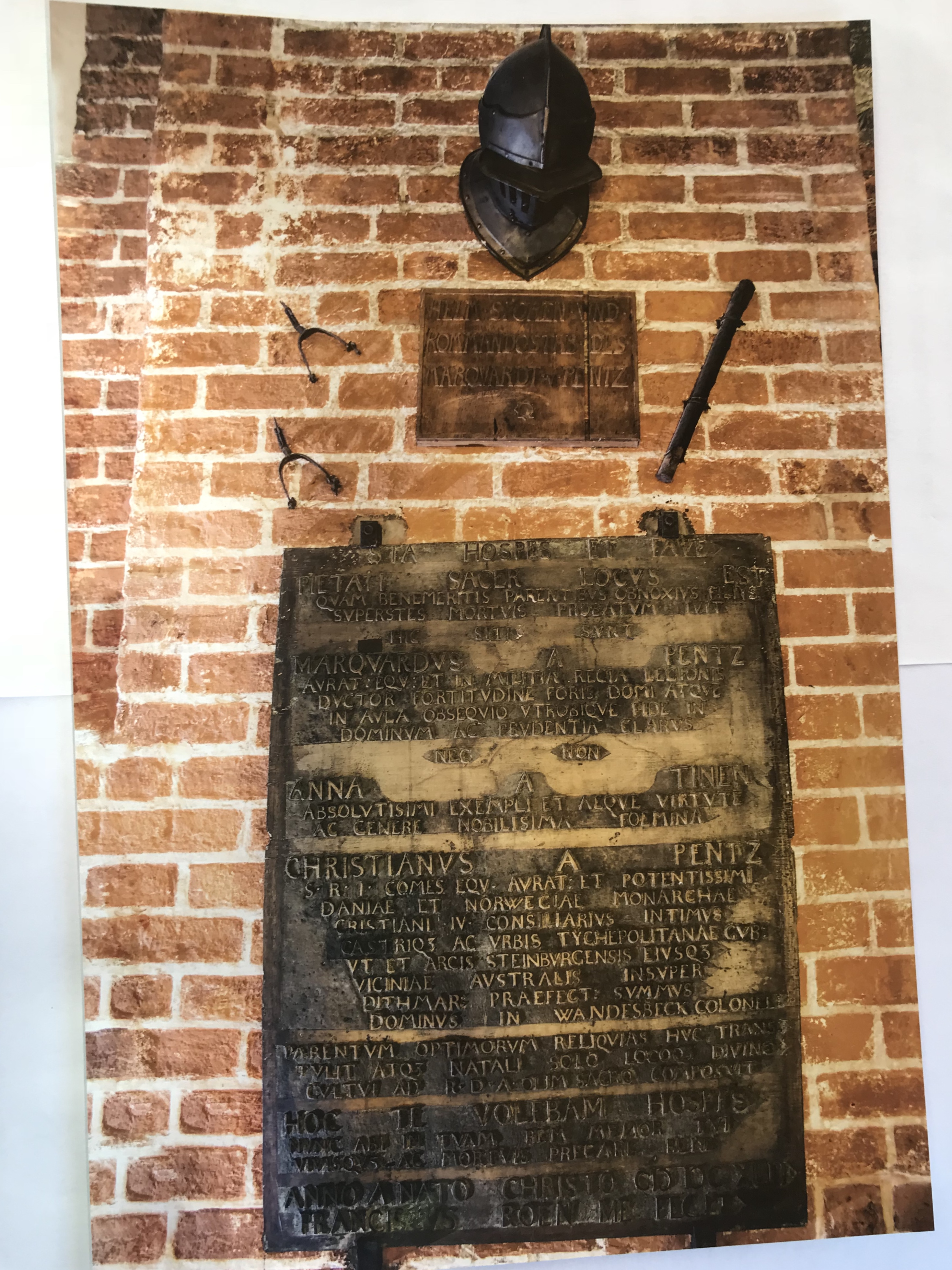
Gedenkplatte Ritter Markwart, Marienkirche Bad Segeberg